# José Zorrilla y Moral
José Zorrilla y Moral (Valladolid, 21 de fevereiro de 1817 — Madri, 23 de janeiro de 1893) foi um poeta e dramaturgo romântico espanhol. Suas poesias líricas surgem em 1837 e principalmente em 1841 com a publicação de "Os Cantos do Trovador". Contudo, sua reputação se definiu em proporções mais extraordinárias nos versos inspirados em lendas e motivos de tradições nacionais. Escreveu: "Rosa de Alexandria", "Álbum de um Louco", "O Punhal do Godo", "D. João Tenório", "O Sapateiro e o Rei", "Recordações de Viagem" e outras. Curiosamente é citado no best seller de Gabriel Garcia Marques, Prêmio Nobel de Literatura, Cem Anos de Solidão.

## Biografia
Zorrilla nasceu em Valladolid, filha de um magistrado em quem Fernando VII depositava especial confiança. Foi educado pelos jesuítas no Real Seminario de Nobles de Madrid, escreveu versos aos doze anos, tornou-se um entusiasta admirador de Walter Scott e Chateaubriand e participou nas apresentações escolares de peças de Lope de Vega e Calderón de la Barca.
Em 1833 foi enviado para estudar Direito na Universidade de Toledo, mas após um ano de ociosidade, fugiu para Madri, onde horrorizou os amigos de seu pai absolutista com discursos violentos e fundando um jornal que foi prontamente suprimido pelo governo. Ele escapou por pouco do transporte para as Filipinas e passou os anos seguintes na pobreza.
A morte do satirista Mariano José de Larra chamou a atenção de Zorrilla. Seu poema elegíaco, lido no funeral de Larra em fevereiro de 1837, apresentou-o aos principais letrados. Em 1837 ele publicou um livro de versos, principalmente imitações de Alphonse de Lamartine e Victor Hugo, que foi recebido de forma tão favorável que ele imprimiu mais seis volumes em três anos.
Depois de colaborar com Antonio García Gutiérrez na peça Juán Dondolo (1839), Zorrilla iniciou sua carreira individual como dramaturgo em Cada cual con su razón (1840), e durante os cinco anos seguintes escreveu vinte e duas peças, muitas delas de muito sucesso. Seus Cantos del trovador (1841), uma coleção de lendas nacionais escritas em verso, fez Zorilla perder apenas para José de Espronceda na estima popular.
As lendas nacionais também fornecem os temas de seus dramas, que Zorilla costumava construir adaptando peças mais antigas que haviam saído de moda. Por exemplo, em El Zapatero y el Rey, ele reformula El montanés Juan Pascual de Juan de la Hoz y Mota; em La mejor Talon la espada que ele toma emprestado de Agustín Moreto y Cavana 's Travesuras del estudiante Pa-atoja. Sua famosa peça Don Juan Tenorio é uma combinação de elementos de Tirso de Molina 's Burlador de Sevilla e de Alexandre Dumas, père de Don Juan de Marana (que se deriva de Les Âmes du purgatoire porProsper Mérimée ). No entanto, peças como Sancho García, El Rey loco e El Alcalde Ronquillo são muito mais originais. Ele considerou sua última peça, Traidor, inconfeso y mártir (1845), sua melhor peça.
Após a morte de sua mãe em 1847, Zorrilla deixou a Espanha, residiu por um tempo em Bordéus e se estabeleceu em Paris, onde seu poema incompleto Granada foi publicado em 1852. Em um ataque de depressão, ele emigrou para a América três anos depois, esperando, ele alegou que a febre amarela ou a varíola o matariam. Durante onze anos no México, ele escreveu muito pouco. Ele retornou à Espanha em 1866, para se encontrar meio esquecido e considerado antiquado.
Amigos ajudaram Zorilla a obter um pequeno posto, mas o ministro republicano posteriormente o aboliu. Ele sempre foi pobre, especialmente durante os 12 anos após 1871. A publicação de sua autobiografia, Recuerdos del tiempo viejo em 1880, não fez nada para aliviar sua pobreza. Embora suas peças ainda estivessem sendo apresentadas, ele não recebeu nenhum dinheiro delas. 
Finalmente, em sua velhice, os críticos começaram a reavaliar seu trabalho e trouxeram-lhe nova fama. Recebeu uma pensão de 30 000 reais, uma medalha de ouro de honra da Academia Espanhola e, em 1889, o título de Laureado Nacional.  Ele morreu em Madrid em 23 de janeiro de 1893.
Em seus primeiros anos, Zorrilla era conhecido como um escritor extraordinariamente rápido. Ele afirmou que escreveu El Caballo del Rey Don Sancho em três semanas e que montou El Puñal del Godo em dois dias. Isso pode ser responsável por algumas das falhas técnicas - redundância e verbosidade - em suas obras. Suas peças frequentemente atraem o orgulho patriótico espanhol, e atores e público têm apreciado sua dramaturgia eficaz. Don Juan Tenorio é sua obra mais conhecida.

## Obras

### Lírica
- Religiosa (Ira de Dios, La Virgen al pie de la Cruz)
- Amorosa (Un recuerdo y un suspiro, A una mujer)
- Sentimental (La meditación, La luna de enero)
- Tradicional (Toledo, A un torreón)

### Épica
- Los Cantos del Trovador (1840)
- Granada (1852)
- La Leyenda del Cid
- " Don Juan Tenorio"

### Lenda
- A buen juez mejor testigo
- Para verdades el tiempo y para justicias Dios
- El capitán Montoya
- Margarita la tornera
- La pasionaria
- La azucena silvestre
- La princesa Doña Luz
- A la memoria de Larra

### Poemas dramáticos
- El zapatero y el Rey (1839 y 1842) (Edición on-line)
- Sancho García (1842)
- El puñal del godo (1843)
- Don Juan Tenorio (1844) (Edición facsímil)
- La Calentura (1847)
- Traidor, inconfeso y mártir (1849)